# Raž
Raž (lat. Secale), rod jednogodišnjeg i dvogodišnjeg raslinja i trajnica iz porodice trava (Poaceae). Postoji nekoliko priznatih vrsta, od kojih tri rastu i u Hrvatskoj, to su pješčana raž, gorska ili brdska raž, i uobijčajena obična raž.

## Vrste
1. Secale africanum Stapf
2. Secale anatolicum Boiss.
3. Secale cereale L., obična raž
4. Secale ciliatoglume (Boiss.) Grossh.
5. Secale iranicum Kobyl.
6. Secale montanum Guss., gorska ili brdska raž
7. Secale segetale (Zhuk.) Roshev.
8. Secale sylvestre Host , pješčana raž
9. Secale vavilovii Grossh.

## Sinonimi
- Gramen Ség.